# Trichilia gilletii
Trichilia gilletii là một loài thực vật có hoa trong họ Meliaceae. Loài này được De Wild. miêu tả khoa học đầu tiên.